# Cristina Pinto
Cristina Pinto née à Naples en 1970, est une tueuse et criminelle membre de la Camorra à Naples. Elle est connue pour avoir dirigé un gang de tueurs à gage à moto pour le compte du clan de Mario Perrella. Elle a purgé 23 ans en prison et ne s'est jamais repentie. Pêcheuse de formation elle vit depuis sa sortie de prison de pêche dans le port de Pozzuoli.

## Biographie
Christina Pinto nait à Pianura, dans la banlieue est de Naples. Elle devient cheffe de gang durant son adolescence et effectue de la prison dès son plus jeune âge. À sa libération elle intègre un clan de la Camorra. Elle suit des formations pour exécuter des embuscades armées. Elle devient la cheffe de la garde personnelle composée de six hommes de Mario Perrella, un parrain influent du clan Perrella (it) de la Camorra. Mario Perrella est actif dans le trafic de drogue et d'armes. Le gang opère dans les quartiers de Pianura et de Soccavo, effectue des cambriolages, collecte le produit de la vente de cocaine, supervise l'élimination de déchets toxiques et assassine les rivaux du clan,. Le Rione Traiano (it) a été divisé en deux avec d'un coté le clan Puccinelli et de l'autre le clan Perrella-Cutolo. Les deux clans se sont affrontés et Cristina Pinto s'occupait de la base logistique de certaines embuscades de la camorra. Lors de l'une de ces rixtes Fabio De Pandi âgé de 11 ans est tué par une balle perdue. 
On la surnomme Lady Camorra, ou après la sortie du film de Luc Besson, Nikita.
Elle est arrêtée le 18 juin 1992 à l'âge de 22 ans Via Oriani 2 chez Raffaele Mirabella, un homme du clan, alors qu'elle tente de fuir en compagnie de sa fille de trois ans. Elle est condamnée à 30 ans de prison, et sort au bout de 23 ans. Elle confie la garde de sa fille à sa sœur et refuse qu'elle vienne la voir en prison. À sa sortie elle vit de la pêche dans le port de Pozzuoli, où elle possède un bateau.
Cristina Pinto ne s'est jamais repentie. Elle a indiqué dans une interview « Nous avons été formés, comme des soldats, lorsque vous êtes dans la Camorra, vous changez tout sur vous-même : la façon dont vous parlez, la façon dont vous bougez, la façon dont vous vous comportez »

## Dans la culture populaire
Christina Pinto a raconté sa vie dans une série documentaire diffusée sur Sky et intitulée Camorriste et dans un documentaire de 2019 réalisé par Siniša Gačić.
Elle a inspiré un épisode de la série télévisée de  Les reines de la mafia.